# 천가초등학교 장항분교
천가초등학교 장항분교는 대한민국 부산광역시 강서구 성북동 장항 마을에 있었던 초등학교이다.

## 연혁
- 1966년 3월 1일: 천가국민학교 장항분교장 설치
- 1971년 4월 1일: 장항국민학교 분리
- 1982년 3월 1일: 천가국민학교 장항분교장으로 격하
- 1996년 3월 1일: 천가초등학교 장항분교로 개칭
- 2001년 3월 1일: 폐교